# زیلبیتس
زیلبیتس (به آلمانی: Silbitz) یک شهر در آلمان است که در زاله‌هلتسلاند واقع شده‌است. زیلبیتس ۶۴۶ نفر جمعیت دارد.